# Продавец мечты
«Продавец мечты» (оригинальное название Sapnon ka saudagar, реж. Махеш Каул, продюсер Радж Капур) — двухсерийная индийская киномелодрама, снятая в 1968 году.

## Сюжет
Жестокий богач Рай Бахадур (Джайянт) притесняет крестьян и ненавидит свою дочь Ранджану (Тануджа) за то, что она стала причиной смерти его жены. Много лет назад примерно в одно и то же время он зачал ребёнка в супружеском браке и ещё одного вне брака, соблазнив молодую цыганку. Через некоторое время цыганка украла законнорождённую дочь Бахадура, положив вместо неё свою девочку и письмо, в котором предупреждала, что Бахадур увидит свою дочь от жены, только выдав замуж цыганскую дочь за благородного и состоятельного человека. Сломленная известием о похищении дочери и измене мужа, жена Бахадура умирает.
Ранджана страдает от грубости отца, не скрывающего своей ненависти. Только тётя её поддерживает, даже узнав, что та рождена вне брака.
Тем временем в городе появляется странный человек по имени Раджа (Радж Капур), одетый в «европейскую» одежду и направо-налево раздающий... мечты. Он поневоле становится врагом Бахадура, который предпринимает несколько попыток убить его. После первого покушения сбитого машиной Раджу подбирает Махи (Хема Малини), молодая цыганка. Теперь они вместе противостоят Бахадуру и влюбляются друг в друга.
В конце фильма Бахадур натравливает на Раджу и Махи разъярённую толпу с камнями, и смерть их кажется почти неизбежной, как вдруг появляется мать Махи, оказавшаяся соблазнённой Бахадуром цыганкой. Махи, таким образом, оказывается дочерью Бахадура, и тот согласен практически на всё, что она скажет. Сестра Махи благополучно выходит замуж за своего возлюбленного, также Раджу, симпатичного молодого человека из хорошей и состоятельной семьи.

## О фильме
Махи — первая роль в кино Хемы Малини. До фильма Малини была танцовщицей. Каул и Капур специально искали Махи среди танцовщиц, поскольку известные киноактрисы либо не умели танцевать, либо недостаточно хорошо имитировали цыганскую пластику такой, какой её видели создатели фильма. Впоследствии Хема не раз ещё появится в этом амплуа (в фильмах «Любимый раджа» (1972), «Зита и Гита» (1972), «Гарам Масала», «Возлюбленная» (1976)), также её танцевальный дар будет не раз обыгрываться (например, в фильмах «Прекрасная танцовщица» (1970), «Месть и закон» (1975), «Возлюбленная» (1976), а также в сериале «Танцовщица» («Noopur») (1990)).
В фильме есть аллюзии на историю Эсмеральды из «Собора Парижской богоматери» Гюго — не только подмена цыганкой ребёнка в колыбели, но и пинеточка, по которой родители могут узнать украденную, и нож, который постоянно носит с собой Махи и время от времени демонстрирует.
Образ Раджи имеет явный христианский подтекст, особенно подчёркнутый в конце, когда Раджа, сидя у подножия белого креста, говорит толпе:
— Пусть первым кинет камень в меня тот, кто безгрешен.

## В ролях
- Радж Капур — Раджа
- Хема Малини — Махи
- Рупеш Кумар — Кумар Пран Натх Сингх
- Тануджа — Ранджана
- Джайянт — Рай Бахадур
- Ачала Сачдев — сестра Бахадура
- Дэвид Абрахам — Дин Даял